# NGC 3186
NGC 3186 é uma galáxia  na direção da constelação de Leo. O objeto foi descoberto pelo astrônomo Albert Marth em 1865, usando um telescópio refletor com abertura de 48 polegadas. Devido a sua moderada magnitude aparente (+14,2), é visível apenas com telescópios amadores ou com equipamentos superiores.